# Переяславське повстання
Переяславське повстання 1666 — повстання Переяславського полку.

## Історія
Унаслідок підписання Московських статей 1665 гетьманом І. Брюховецьким та представниками царського уряду була значно урізана політична автономія лівобережної Гетьманщини. Ситуація загострилася ще й тому, що на початку 1666 зросли московські військові гарнізони в українських містах, царські воєводи почали проводити перепис населення з метою збільшення податків.
Невдоволенням широких народних мас скористався гетьман Правобережної України П.Дорошенко, який на початку липня 1666 розпочав військові дії на лівому боці Дніпра проти московських військ і сил І. Брюховецького. Усе це викликало повстання Переяславського полку, яке вибухнуло 28 (18) липня 1666.
Початок йому поклав виступ козаків у Богушовій Слободі над Дніпром, які вбили переяславського полковника Данила (Данка) Єрмоленка, котрий був не обраний ними, а поставлений І. Брюховецьким у жовтні 1663. Імовірно, було тоді вбито й переяславського полкового суддю Івана Корниловича. Наступного дня повстанці підійшли до Переяслава і знищили кількасот московських стрільців. Московський воєвода Григорій Вердеревський спалив передмістя й знайшов сховок у переяславському замку, де його обложили повстанці, до котрих на допомогу прийшло 4 тис. ординців. Тим часом повстання поширилося по всій території Переяславського полку, насамперед у Гельмязові, Домонтові, Золотоноші, Кропивній, Піщаній. Повстанці знищували тут московські гарнізони, прагнули налагодити контакти з П.Дорошенком, який послав у згадані міста свої війська. Тоді ж вибухнуло повстання і в Каневі — найважливішому опорному пункті І. Брюховецького на правому боці Дніпра. Київський воєвода П. Шереметєв послав на допомогу Г. Вердеревському і на Канів загін стрільців під командуванням князя К. Щербатова, І. Брюховецький кинув на придушення повстання вірні йому війська з козаків Гадяцького, Лубенського, Миргородського, Ніжинського, Полтавського та Прилуцького полків на чолі з гадяцьким полковником Семеном Остренком. Вони розбили повстанців у бою під Переяславом, причому кілька керівників повстання було взято тоді в полон. Повстанці були змушені відступити до Баришівки, а потім — до Золотоноші, де вони потужно укріпилися. Спроби князя К. Щербатова та вірних І. Брюховецькому козаків взяти Золотоношу були безуспішними. Тим часом підійшла допомога від П. Дорошенка і визволила обложених у Золотоноші на початку жовтня 1666. Однак розгорнути цей успіх не вдалося насамперед через пасивну роль Речі Посполитої, яка вже вела мирні переговори з царськими дипломатами, та зраду подільського полковника К. Мигалевського, котрий перейшов на бік І. Брюховецького. Така позиція уряду Речі Посполитої змусила П. Дорошенка шукати потім допомоги в Османській імперії.
Переяславське повстання, незважаючи на свою поразку, засвідчило значне ослаблення соціальної бази гетьманату І. Брюховецького і стало прелюдією до загальнонародного повстання проти режиму цього гетьмана 1668.